# Zasłonak kutnerkowaty

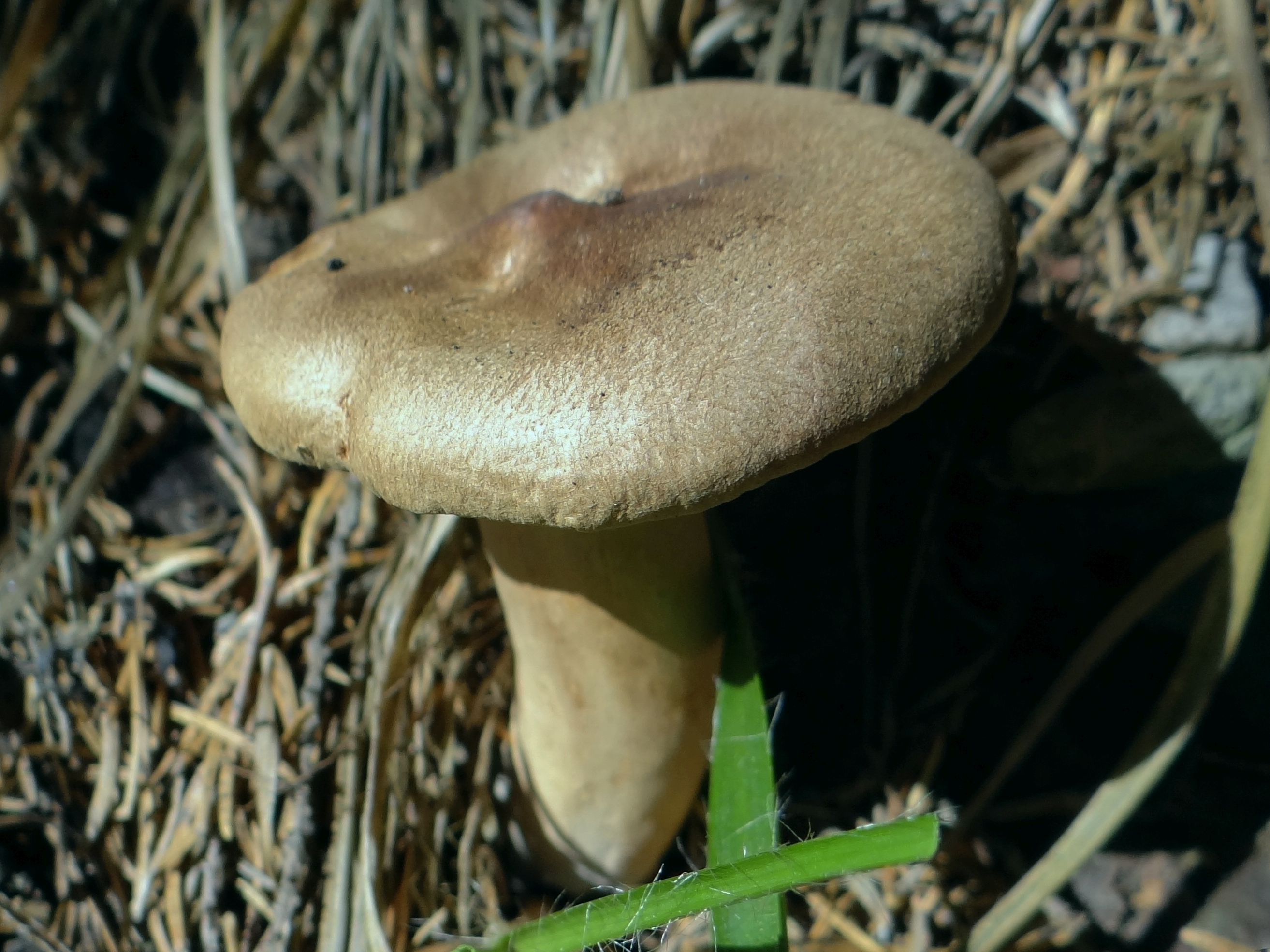

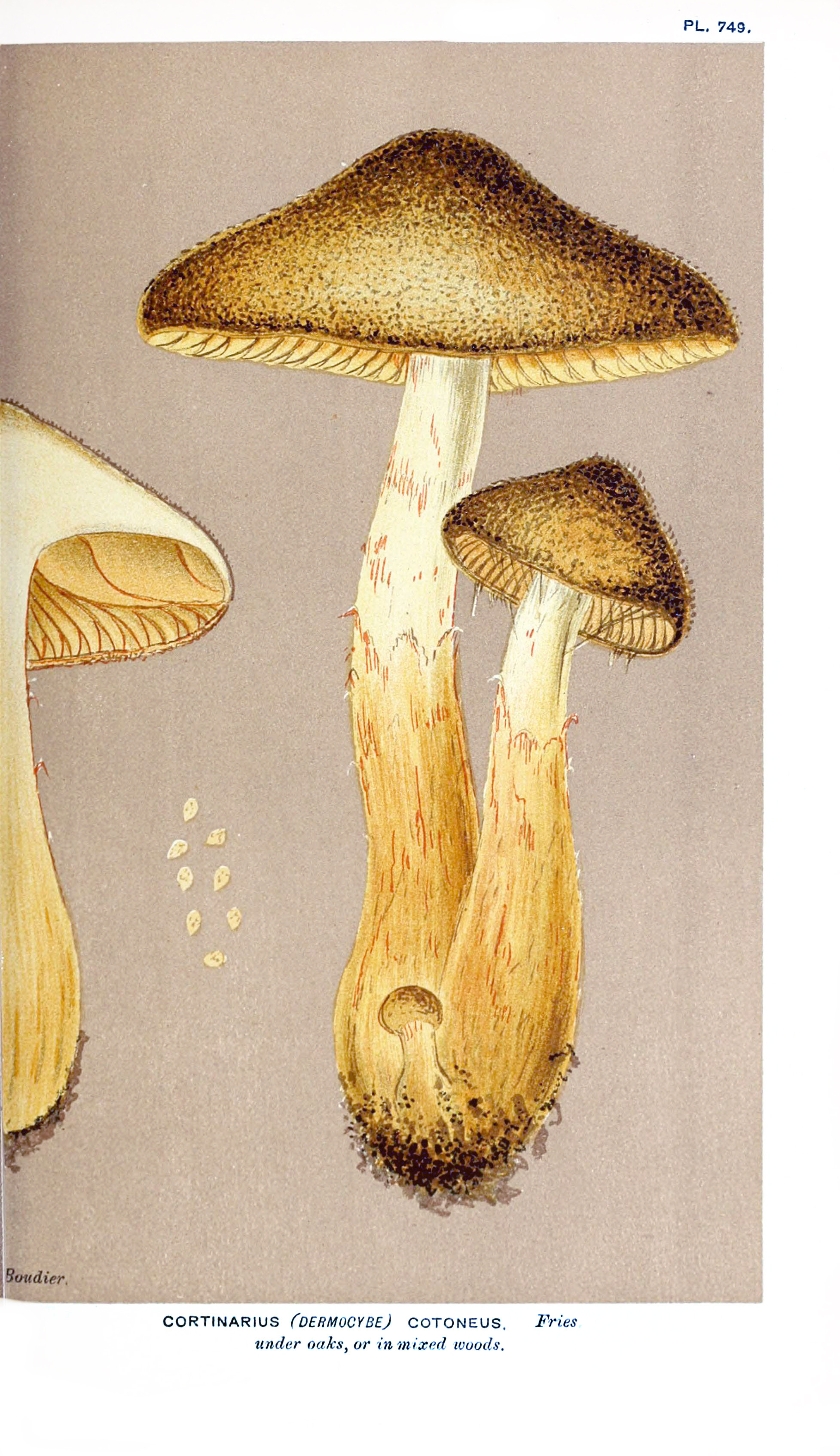

Zasłonak kutnerkowaty (Cortinarius cotoneus Fr.) – gatunek grzybów należący do rodziny zasłonakowatych (Cortinariaceae).

## Systematyka i nazewnictwo
Pozycja w klasyfikacji według Index Fungorum: Cortinarius, Cortinariaceae, Agaricales, Agaricomycetidae, Agaricomycetes, Agaricomycotina, Basidiomycota, Fungi.
Synonimy:
- Cortinarius cotoneus Fr. 1838 var. cotoneus
- Cortinarius cotoneus var. mellinoides Bidaud, Moënne-Locc. & Reumaux 2005
- Dermocybe cotonea (Fr.) Ricken 1915[2]

Nazwę polską podał Andrzej Nespiak w 1975 r.

## Morfologia
Kapelusz
Średnica 4–9 cm, początkowo półkulisty, potem łukowaty, w końcu płasko rozpostarty. Powierzchnia pilśniowa lub drobno łuskowata, początkowo o barwie oliwkowozielonej, lub brązowozielonej, potem oliwkowobrązowej. Brzeg długo pozostaje podwinięty i połączony z trzonem oliwkowozieloną zasnówką. Po wyprostowaniu jest równy i gładki.
Blaszki
Szeroko przyrośnięte i szerokie, początkowo oliwkowozielone, potem oliwkowobrązowe.
Trzon
Wysokość do 5–10 cm, grubość 1,2–2 cm, maczugowaty z bulwiastą podstawą, początkowo pełny, potem pusty. Powierzchnia powyżej strefy pierścieniowej jasna, poniżej oliwkowożółta do oliwkowozielonej.
Miąższ
Mięsisty, kremowy z oliwkowym odcieniem, tylko w zewnętrznej warstwie trzonu żółtozielony. Ma smak i zapach rzodkwi.
Cechy mikroskopowe
Zarodniki 7,6–8,7 × 6,4–7,5 μm, prawie kuliste, na powierzchni z brodawkami, które czasami są połączone lub przecinają się.
Podstawki maczugowate, 4-zarodnikowe z zielonkawo-żółtą ziarnistą zawartością. Skórka zbudowana z równoległych cylindrycznych strzępek, dość szerokich, z wrzecionowatymi końcami o zaokrąglonym wierzchołku. Strzępki o jednorodnej zawartości, z oliwkowo-żółtym pigmentem w postaci drobnych granulek.
Gatunki podobne
Wśród gatunków występujących w Polsce podobny jest zasłonak zielony (Cortinarius venetus). Ma higrofaniczny kapelusz, o oliwkowozielonym kolorze, cylindryczny trzon nie jest bulwiasty i ma mniejszy rozmiar.

## Występowanie i siedlisko
Występuje głównie w Europie. Jest tutaj rozprzestrzeniony od Hiszpanii po środkową część Półwyspu Skandynawskiego. Podano jego stanowiska ponadto w Maroku oraz zachodniej części Kanady (stany Waszyngton i Kolumbia Brytyjska). W Polsce raczej rzadki.
Rośnie na ziemi, w lasach liściastych, zwłaszcza pod bukami na wapiennej glebie. Owocniki wytwarza od sierpnia do października.